# 루르드 (영화)
《루르드》(Lourdes)는 독일에서 제작된 예시카 하우스너 감독의 2009년 드라마 영화이다. 실비 테스튀 등이 주연으로 출연하였고 필립 보버 등이 제작에 참여하였다. 2009년 베니스 국제영화제에서 국제비평가상과 시그니상을 받았다.

## 출연

### 주연
- 실비 테스튀
- 레아 세이두

### 조연
- 브뤼노 토데쉬니
- 엘리나 로웬슨
- 페트라 모르쯔
- 질레트 바비어
- 게하드 리브만
- 카타리나 플리커
- 린드 프레로그
- 헤이디 바라타
- 재키 프라투시
- 허버트 크레이마
- 월터 벤
- 헬가 일리치
- 버나뎃 슈나이더
- 토머스 우리어
- 마틴 토머스 페슬
- 오르소냐 토스
- 오렐리아 버크하트
- 마틴 하바처
- 게리스 홀징거
- 일마 와그너
- 잭키 울프

## 기타
- 미술: 카타리나 보페르만
- 의상: 타냐 하우스너
- 배역: 마커스 슐레진저